# Tanndorf (Wüstung)

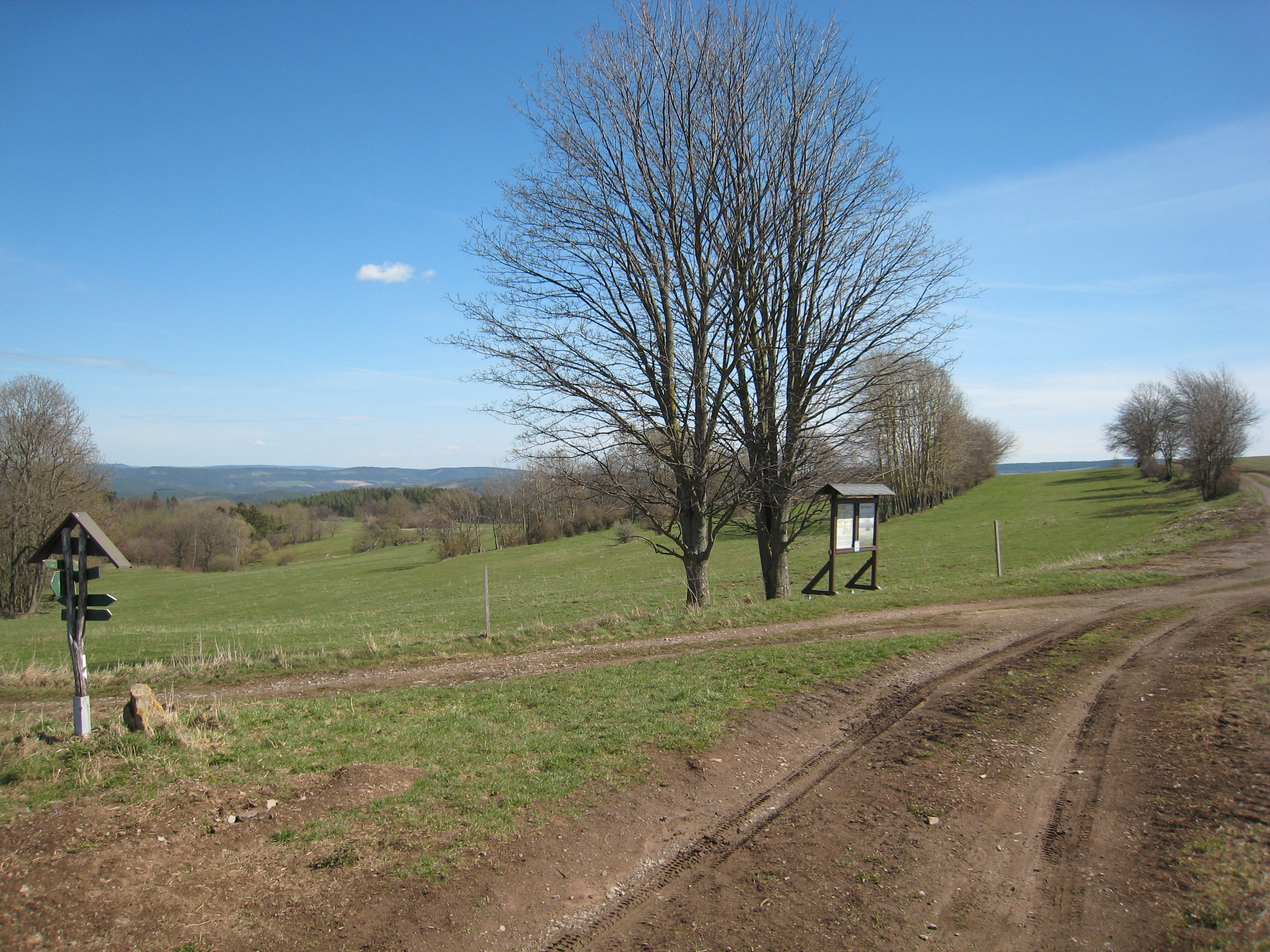
Wüstung Tanndorf

Tanndorf ist eine Wüstung in der Umgebung bei Oberhain in der Gemeinde Königsee im Landkreis Saalfeld-Rudolstadt in Thüringen.

## Lage
Die Wüstung Tanndorf lag zwischen Oberhain, Barigau und Lichta auf der waldarmen Hochfläche zwischen dem Schwarzatal im Süden und dem Rinnetal im Norden.

## Geschichte
Dieser Ort Tanndorf wurde 1370 am 19. November mit weiteren 19 Ortschaften urkundlich genannt. Die Urkunde befindet sich im Staatsarchiv Rudolstadt. Der Ort wurde bereits 1447 im Sächsischen Bruderkrieg zerstört.